# Marie-Claire Blais
Pour les articles homonymes, voir Blais.
Marie-Claire Blais, née le 5 octobre 1939 à Québec et morte le 30 novembre 2021 à Key West (Floride), est une écrivaine québécoise de langue française.

## Biographie
Née en 1939 à Québec, issue d'un milieu ouvrier, Marie-Claire Blais fait ses études dans sa ville natale. Or elle doit rapidement les interrompre pour gagner sa vie. À l'âge de 17 ans, elle suit quelques cours à l'Université Laval. Elle y fait la rencontre de Jeanne Lapointe et du père Georges-Henri Lévesque, qui l'encouragent à écrire.
Après la parution de son premier roman, La Belle Bête en 1959, Blais est remarquée par l'écrivain et critique littéraire américain Edmund Wilson,.
Elle obtient deux bourses Guggenheim. Elle s'installe en 1963 aux États-Unis dans le Massachusetts, d'abord à Cambridge, puis à Wellfleet dans la région du Cap Cod où elle vit quelque temps avec Barbara Deming et Mary Meigs (en).
En 1965, la publication d'Une saison dans la vie d'Emmanuel, qui remporte le Prix Médicis en 1966, confirme l'importance de sa place dans le paysage de la littérature québécoise.
Après un séjour de deux ans en Bretagne, Marie-Claire Blais revient vivre au Québec en 1975. Elle s'installe ensuite définitivement à Key West, île située à l'extrémité sud de la Floride. Elle obtient d'ailleurs la citoyenneté américaine.
Les fonds d'archives de Marie-Claire Blais sont conservés au centre d'archives de Montréal de Bibliothèque et Archives nationales du Québec et à Bibliothèque et Archives Canada.
Depuis 2005, le prix littéraire Québec-France Marie-Claire-Blais, que l'auteure parraine, est décerné annuellement à un auteur français par le Réseau Québec-France/Francophonie.
Marie-Claire Blais est morte le 30 novembre 2021 à 82 ans à Key West, en Floride, lieu où elle s'était établie depuis plusieurs années,,,.

## Œuvre
C'est en 1959 que Blais publie son premier roman, La Belle Bête. Elle est alors âgée de 20 ans. Sa parution attire sur elle l'attention bienveillante de la critique:13-14.
En octobre 1960, elle fait paraître Tête Blanche, son deuxième roman.
Outre ses nombreux romans, elle écrit pour le théâtre. Sa pièce la plus célèbre demeure sa toute première L'Exécution, le récit d'un meurtre commis par des élèves dans un collège privé. La pièce, écrite en 1967, est montée au Théâtre du Rideau vert de Montréal en mars 1968, mais n'est publiée qu'en 1970. La dramaturge signe également un des monologues de la pièce féministe écrite avec six autres femmes La Nef des sorcières (1976), un des gros succès du théâtre québécois des années 1970.
En 1975 paraît Une liaison parisienne, une œuvre qui interroge la question de la spécificité de la littérature québécoise par rapport à la littérature française.
Les romans La Belle Bête (1959), Une saison dans la vie d'Emmanuel (1965) et Le Sourd dans la ville (1979) ont respectivement été adaptés au cinéma par Karim Hussain (en) (2006), Claude Weisz (1973) et Mireille Dansereau (1987). Marie-Claire Blais signe le scénario de La Belle Bête. Elle est également la scénariste du documentaire Tu as crié: Let me go d'Anne Claire Poirier qui remporte le Prix Génie du meilleur documentaire 1997. Elle a également écrit L'Océan (1976), une pièce destinée à la télévision.
Presque toutes ses œuvres sont traduites en anglais et certaines, surtout les romans, dans plusieurs langues, y compris le chinois.
Une édition de luxe d'Une saison dans la vie d'Emmanuel publiée en 1968 aux Éditions du Jour comprend une trentaine d'illustrations originales de Mary Meigs.
Dans son ensemble, l'œuvre de Marie-Claire Blais comprend une vingtaine de romans, un essai, cinq pièces de théâtre, un téléthéâtre, des pièces radiophoniques, des poèmes, des scénarios et une dictée pour la Dictée des Amériques, intitulée La Bête fragile (1998). Peuplé de personnages fantomatiques, souvent des enfants ou de jeunes adolescents, solitaires, il conjugue à la fois humour, ironie et sentiment tragique, voire de moments de fulgurantes violences. La critique sociale y est présente, souvent en filigrane. Les titres ont paru au Québec à l'origine aux Éditions du Jour, puis chez Stanké, et ont été repris pour la plupart par les éditions du Boréal ; en France, on les retrouve chez plusieurs éditeurs : Laffont, Belfond, Grasset, Gallimard et surtout, depuis 1995, le Seuil.

### Le cycleSoifs
À partir de 1995, avec la parution du roman Soifs, Blais se consacre à un immense cycle, également appelé Soifs. La série de romans se veut offrir un portrait des États-Unis de la fin du XXe siècle et du début du XXIe siècle.
Le cycle paraît se compléter avec la parution d'Une réunion près de la mer en janvier 2018, qui contient, en guise d'épilogue, un index des personnages ayant apparu dans les œuvres depuis Soifs. Toutefois, en marge de la parution, Blais annonce qu'elle considère poursuivre l'écriture du cycle. Élisabeth Nardout-Lafarge considère en cela que le roman Petites Cendres ou la capture, paru en 2020, en constitue le onzième opus, et qu'Augustino ou l'illumination, roman inachevé paru posthumément en 2022, en aurait constitué le douzième. Le cycle demeurerait donc « inachevé »:11.
Les critiques s'entendent sur le fait qu'il s'agit d'une des œuvres les plus ambitieuses de la littérature québécoise, comprenant quelque 200 personnages provenant de tous les milieux sociaux. Le cycle se distingue aussi par son style. En effet, les différents volumes qui le constituent ne comprennent pas de division en paragraphes ou chapitres, et sont essentiellement constitués de très longues phrases ponctuées de nombreuses virgules mais très peu de points.

## Œuvre

### Romans
- La Belle Bête (1959)
- Tête blanche (1960)
- Le jour est noir (1962)
- Une saison dans la vie d'Emmanuel (1965)[14] Prix Médicis 1966
- L’Insoumise (1966)
- David Sterne (1967)
- Manuscrits de Pauline Archange :

1. Manuscrits de Pauline Archange (1968)
2. Vivre! Vivre! (1969)
3. Les Apparences (1970)

- Le Loup (1972)
- Un Joualonais, sa Joualonie (1973)
- Une liaison parisienne (1975)
- Les Nuits de l'Underground (1978)
- Le Sourd dans la ville (1979)
- Visions d’Anna (1982)
- Pierre, la guerre du printemps 81 (1984 ; version définitive, 1986)[15]
- L’Ange de la solitude (1989)
- Soifs[16]

1. Soifs (1995)
2. Dans la foudre et la lumière (2001)
3. Augustino et le Chœur de la destruction (2005)
4. Naissance de Rebecca à l'ère des tourments (2008)
5. Mai au bal des prédateurs (2010)
6. Le Jeune Homme sans avenir (2012)
7. Aux jardins des acacias (2014)
8. Le Festin au crépuscule (2015)
9. Des chants pour Angel (2017)
10. Une réunion près de la mer (2018)

- Petites Cendres ou la capture (2020)[17]
- Un cœur habité de mille voix (2021)[18]
- Augustino ou l'illumination (2022)

### Théâtre

#### Pièces pour la scène
- L'Exécution (1967), publiée en 1970
- La Nef des sorcières (Marcelle) (1976)
- Sommeil d'hiver (1984)
- L'Île (1988)
- Petites Éternités perdues (2007)
- Désir (2007)

#### Pièce pour la télévision
- L'Océan (1976)

#### Pièces radiophoniques
- Un couple (1971-1974)
- Deux Destins (1971-1974)
- L'Envahisseur (1971-1974)
- Le Disparu (1971-1974)
- Fièvre (1971-1974)
- Murmures (1977)
- Fantômes d'une voix (1980)
- L'Exil (1981-1984)
- Une jardin dans la tempête (1990)
- Noces à midi au-dessus de l'abîme (2005)

### Poésie
- Pays voilés (1963)
- Existences (1964)
- Œuvre poétique, 1957–1996 (1997)

### Essais
- Passages américains (2012)
- À l'intérieur de la menace (2019)

### Filmographie

#### En tant que scénariste
- 1997 : Tu as crié : Let me go, documentaire réalisé par Anne Claire Poirier, scénario de Marie-Claire Blais
- 2006 : La Belle Bête, film franco-canadien réalisé par Karim Hussain, avec Carole Laure, Caroline Dhavernas et Marc-André Grondin

#### Adaptations
- 1973 : Une saison dans la vie d'Emmanuel, film français réalisé par Claude Weisz, d'après le roman éponyme, avec Germaine Montero, Claude Richard et Hélène Darche
- 1987 : Le Sourd dans la ville, film québécois réalisé par Mireille Dansereau, d'après le roman éponyme, avec Angèle Coutu, Guillaume Lemay-Thivierge et Sophie Léger

## Prix et distinctions
- 1961 - Prix de la langue-française de l’Académie française, La Belle Bête
- 1966 - Prix Médicis, Une saison dans la vie d'Emmanuel
- 1966 - Prix France-Québec, Une saison dans la vie d'Emmanuel
- 1968 - Claude Weisz a reçu le prix de la Quinzaine des réalisateurs pour Une saison dans la vie d'Emmanuel
- 1969 - Prix du Gouverneur général, Les Manuscrits de Pauline Archange
- 1972 - Compagnon de l'ordre du Canada
- 1976 - Prix littéraire Canada-Communauté française de Belgique
- 1979 - Prix du Gouverneur général, Le Sourd dans la ville
- 1982 - Prix Athanase-David
- 1983 - Prix Anaïs-Ségalas de l’Académie française, Visions d'Anna
- 1986 - Membre de Société royale du Canada
- 1986 - Membre de Académie des lettres et des sciences humaines
- 1987 - Mireille Dansereau a obtenu le prix de la Mostra au Festival de Venise pour Le Sourd dans la ville
- 1988 - Prix Ludger-Duvernay
- 1993 - Membre de l'Académie royale de langue et de littérature françaises de Belgique
- 1994 - Membre de l'Académie des lettres du Québec.
- 1995 - Officier de l'Ordre national du Québec
- 1996 - Prix du Gouverneur général, Soifs
- 1997 - Mention du American Biographical Institute
- 1999 - Chevalier de l'Ordre des Arts et des Lettres du ministère de la Culture (France)
- 1999 - Prix international Union latine des littératures romanes
- 2000 - Grand prix Metropolis bleu
- 2000 - Prix W. O. Mitchell
- 2001 - Nommé pour le Prix du Gouverneur général, Dans la foudre et la lumière
- 2002 - Prix Prince-Pierre-de-Monaco
- 2005 - Nommé pour le Prix du Gouverneur général, Augustino et le Chœur de la destruction
- 2005 - Prix Gilles-Corbeil
- 2008 - Prix du Gouverneur général, Naissance de Rebecca à l'ère des tourments
- 2009 - Doctorat honoris causa ès lettres (Université Laval)
- 2012 - Grand prix du livre de Montréal, pour son roman Le Jeune Homme sans avenir
- 2012 - Doctorat honoris causa remis par la Faculté des arts et des sciences de l’Université de Montréal, pour souligner l’envergure, la qualité et la pérennité de son œuvre littéraire, ainsi que la reconnaissance dont elle jouit sur la scène nationale et internationale
- 2014 - Officier de l'ordre du Mérite culturel de Monaco[19]
- 2016 - Prix Molson du Conseil des arts du Canada pour l'ensemble de son œuvre
- 2016 - Compagne de l'Ordre des arts et des lettres du Québec
- 2017 - Finaliste pour le Grand prix du livre de Montréal pour son roman Des chants pour Angel [20]
- 2018 - Grand prix du livre de Montréal pour Une réunion près de la mer[21]
- 2019 - Prix de la revue Études françaises pour À l'intérieur de la menace

## Hommages

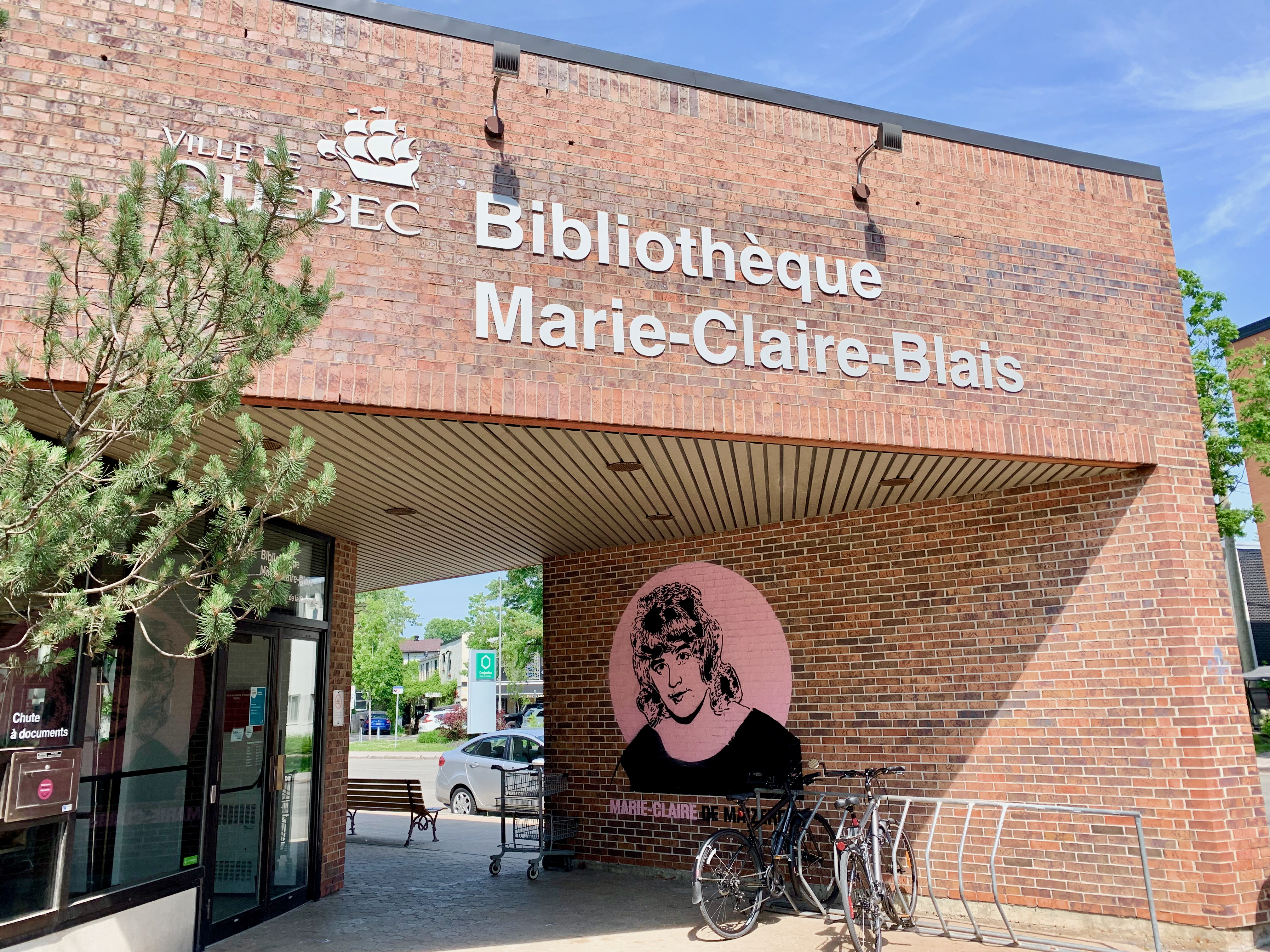
Bibliothèque Marie-Claire-Blais (Québec, Québec, Canada)

- Bibliothèque Marie-Claire-Blais (Québec, Québec, Canada)La Bibliothèque Canardière change de nom en 2023, après sa rénovation, pour devenir la Bibliothèque Marie-Claire-Blais.
- En 2001, elle est nommée membre d'honneur de l'Union des écrivaines et écrivains québécois (UNEQ)[22].